# Milan Langer
Milan Langer (* 10. července 1955 Praha) je český klavírista a hudební pedagog, jeho interpretační činnost je spjata především s Českým triem.

## Umělecký životopis
Své nadání pro hudbu projevoval od mládí, již v šestnácti letech získal I. cenu na mezinárodní soutěži Bedřicha Smetany v Hradci Králové. O rok později (1972) vyhrál mezinárodní soutěž Fryderyka Chopina v Mariánských Lázních a Interpretační soutěž Ministerstva kultury v Praze. Roku 1973 obdržel ocenění za své umění které předvedl na Pražském jaru. Stal se laureátem na mezinárodních soutěžích v italském Bolzanu (1973), ve Španělském Santanderu (1976) a v Moskvě (1978).
V letech 1970–1974 vystudoval Pražskou konzervatoř a mezi roky 1974 až 1980 Akademii múzických umění v Praze ve třídě profesorky Valentiny Kameníkové, která byla výbornou interpretkou s vynikající klavírní technikou. Během těchto studií se účastnil také mistrovských klavírních kurzů Františka Raucha v německém Výmaru (1972, 1976) a u Guida Agostiho v italské Sieně (1979).
Po ukončení AMU působil jako klavírista v souboru Ars cameralis, který se programově zaměřuje na interpretaci středověké hudby 13. až 15. století i hudby současné. V roce 1994 se stal členem Českého tria, ve kterém hraje doposud s Danou Vlachovou (housle) a s Miroslavem Petrášem (violoncello). Vystupoval již ve většině evropských zemí, ve Spojených státech severoamerických, v Japonsku, Jižní Koreji, Kuvajtu atd.

## Pedagogická činnost
Mimo hlavní koncertní aktivity s Českým triem a sólového hraní je počínaje rokem 1998 pedagogem na Pražské konzervatoři, kde od roku 2006 vede klavírní oddělení. Naše i zahraniční studenty tam vyučuje oborům sólový klavír a komorní hra.
Inicioval a organizuje projekt na podporu mladých klavíristů od 12 do 18 let "Mladý klavír Pražské konzervatoře", jehož součásti jsou i "Mezinárodní letní klavírní kurzy Pražské konzervatoře". Vede také mistrovské kurzy a semináře ve hře na klavír ve Spojených státech, Japonsku a Jižní Koreji. Často zasedá v porotách mezinárodních klavírních soutěží.

## Diskografie
Jeho diskografie je pestrá. Je tvořena jednak původní spolupráci s Ars cameralis se zaměřením na gotickou, barokní i renesanční hudbu, dále více než 15letým vystupováním v Českém triu a nahrávkami sólovými i společnými s jinými umělci.
Ars cameralis
- Gotická hudba v Čechách 13.–15. století (CD, Studio Matouš 1991),
- Hudba Univerzity Karlovy I. – Evropská hudba 14. století (CD, Studio Matouš 1992),
- Hudba Karlovy univerzity II. – Evropská hudba 14. a 15. století (CD, Studio Matouš 1993),
- G. de Machaut: Písně (CD, Studio Matouš 1996),
- Renesanční hudba v Čechách (CD, Studio Matouš 2006),
- L. Matoušek: Komorní hudba (CD, Studio Matouš 2008),
- J. Klusák: Luna v zenitu (CD, Maximum 2008).

České trio
- Fr. Schubert: Trio Es dur op.100 (CD, Bohemia Music 1995),
- J. Haydn: Trio G dur All´Ongarese, W. A. Mozart: Trio G dur, L. van Beethoven: Trio c moll op. 1, č. 3 (CD, Bohemia Music 1996),
- A. Dvořák: Trio f moll op. 65, Dumky op. 90 (CD, Bohemia Music 1997),
- E. Korngold: Klavírní trio op. 1, Klavírní kvartet op. 34 (CD, Supraphon 1997),
- B. Smetana: Trio g moll op. 15, A. Dvořák: Dumky op. 90 (CD, Arco Diva 1999),
- P. I. Čajkovskij: Trio a moll op. 50, F. Mendelssohn-Bartholdy: Trio d moll op. 49 (CD, Arco Diva 2003),
- A. Dvořák: Trio f moll op. 65, J. Suk: Elegie op. 23, B. Martinů: Trio C dur /Grand/ (CD, Arco Diva 2004),
- S. Rachmaninov: Elegické trio č. 1 g moll, A. Dvořák: Trio B dur op. 21, J. Suk: Trio c moll op. 2 (CD, Arco Diva 2008).

Ostatní nahrávky
- L. Podéšť: II. koncert pro klavír a orchestr, Symfonický orchestr Československého rozhlasu v Praze (LP, Panton 1983),
- I. Stravinskij: Tři fragmenty z baletu Petruška, S. Barber: Sonáta op. 26, B. Bartók: Suita op. 14, S. Prokofjev: Toccata op. 11 (LP, Panton 1988),
- B. Martinů: Sonáta pro housle a klavír C dur, Sonáta pro housle a klavír d moll, I. Ženatý – housle, (LP, Panton 1989),
- B. Martinů: Sonáta pro housle a klavír C dur, Sonáta pro housle a klavír d moll, Sonatina pro housle a klavír, I. Ženatý – housle (LP, Panton 1990),
- „Oh My Love Violin“, I. Ženatý – housle (CD, Edit 1990),
- V. Kalabis: Sonáta pro housle a klavír op. 58, I. Ženatý – housle (CD, Panton 1993),
- I. Stravinskij: Tři fragmenty z baletu Petruška, S. Barber: Sonáta op. 26, B. Bartók: Suita op. 14, K. Slavický: Sonáta „Zamyšlení nad životem“, S. Prokofjev: Toccata op. 11 (CD, Panton 1993)
- L. van Beethoven: Trojkoncert pro housle violoncello a klavír C dur op. 56, Pražská komorní filharmonie, dirigent J. Bělohlávek, J. V. H. Voříšek: Grand rondeau pro housle, violoncello a klavír (CD, Bohemia Music 1995),
- B. Martinů: Quatuor pro housle, hoboj, violoncello a klavír, České noneto (CD, Praga – Harmonia Mundi 1996),
- V. J. Tomášek: Eklogy pro klavír (CD, Panton, Supraphon 1998),
- A. Rejcha: Fugy pro klavír op. 36 (výběr( (CD, Supraphon 2003),
- C. Vollrath: Dream Voyages for Piano (CD, MCC Recordings 2007).